# Finnország a 2010. évi téli olimpiai játékokon

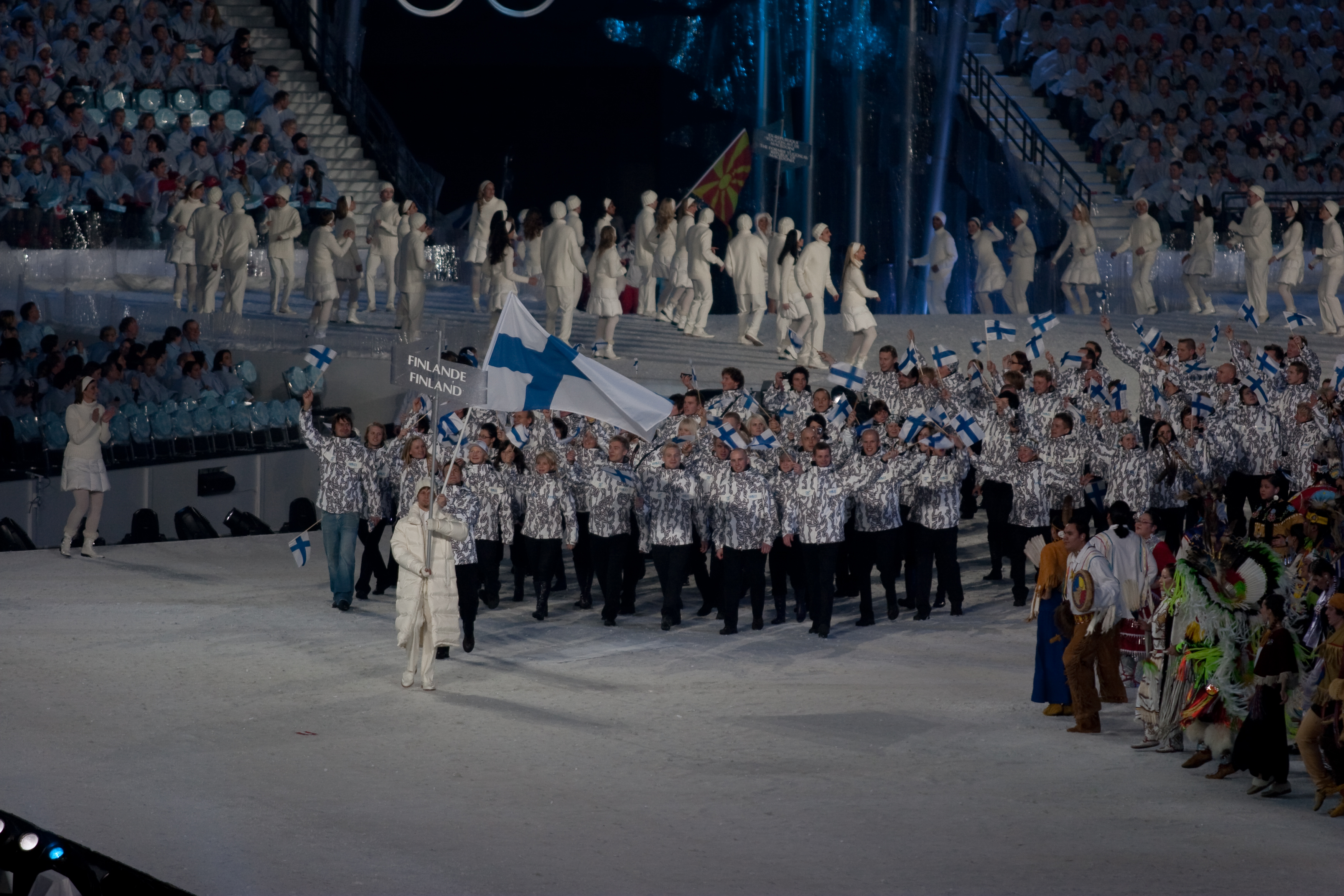
Finnország olimpiai küldöttsége a megnyitón

Finnország a kanadai Vancouverben megrendezett 2010. évi téli olimpiai játékok egyik részt vevő nemzete volt. Az országot az olimpián 10 sportágban 91 sportoló képviselte, akik összesen 5 érmet szereztek.

## Érmesek
| Érem  | Versenyző | Sportág   | Versenyszám        |
| ----- | --- | --------- | ------------------ |
| Ezüst | Peetu Piiroinen | Snowboard | Férfi halfpipe     |
| Bronz | Nemzeti válogatott Niklas Bäckström Valtteri Filppula Niklas Hagman Jarkko Immonen Olli Jokinen Niko Kapanen Miikka Kiprusoff Mikko Koivu Saku Koivu Lasse Kukkonen Jere Lehtinen Sami Lepistö Toni Lydman Antti Miettinen Antero Niittymäki Janne Niskala Ville Peltonen Joni Pitkänen Jarkko Ruutu Tuomo Ruutu Sami Salo Teemu Selänne Kimmo Timonen | Jégkorong | Férfi              |
| Bronz | Nemzeti válogatott Anne Helin Jenni Hiirikoski Venla Hovi Michelle Karvinen Mira Kuisma Emma Laaksonen Rosa Lindstedt Terhi Mertanen Heidi Pelttari Mariia Posa Annina Rajahuhta Karoliina Rantamäki Noora Räty Mari Saarinen Saija Sirviö Nina Tikkinen Minnamari Tuominen Saara Tuominen Linda Välimäki Anna Vanhatalo Marjo Voutilainen             | Jégkorong | Női                |
| Bronz | Aino-Kaisa Saarinen | Sífutás   | Női 30 km          |
| Bronz | Pirjo Muranen Virpi Kuitunen Riitta-Liisa Roponen Aino-Kaisa Saarinen | Sífutás   | Női 4 × 5 km váltó |

## Alpesisí
Férfi
| Versenyző      | Versenyszám            | 1. futam      | 1. futam      | 2. futam      | 2. futam      | Összesítés    | Összesítés    |
| Versenyző      | Versenyszám            | Idő           | Hely.         | Idő           | Hely.         | Idő           | Helyezés      |
| -------------- | ---------------------- | ------------- | ------------- | ------------- | ------------- | ------------- | ------------- |
| Andreas Romar  | Lesiklás               |               |               |               |               | 1:58,71       | 42.           |
| Andreas Romar  | Műlesiklás             | nem ért célba | nem ért célba | kiesett       | kiesett       | kiesett       | kiesett       |
| Andreas Romar  | Óriás-műlesiklás       | 1:19,79       | 33.           | 1:22,52       | 30.           | 2:42,31       | 30.           |
| Andreas Romar  | Szuperóriás-műlesiklás |               |               |               |               | nem ért célba | nem ért célba |
| Marcus Sandell | Óriás-műlesiklás       | 1:18,58       | 19.           | nem ért célba | nem ért célba | kiesett       | kiesett       |

| Versenyző     | Versenyszám | Lesiklás | Lesiklás | Műlesiklás    | Műlesiklás    | Összesítés | Összesítés |
| Versenyző     | Versenyszám | Idő      | Hely.    | Idő           | Hely.         | Idő        | Helyezés   |
| ------------- | ----------- | -------- | -------- | ------------- | ------------- | ---------- | ---------- |
| Andreas Romar | Összetett   | 2:00,89  | 45.      | nem ért célba | nem ért célba | kiesett    | kiesett    |

Női
| Versenyző        | Versenyszám      | 1. futam      | 1. futam      | 2. futam | 2. futam | Összesítés | Összesítés |
| Versenyző        | Versenyszám      | Idő           | Hely.         | Idő      | Hely.    | Idő        | Helyezés   |
| ---------------- | ---------------- | ------------- | ------------- | -------- | -------- | ---------- | ---------- |
| Sanni Leinonen   | Műlesiklás       | nem ért célba | nem ért célba | kiesett  | kiesett  | kiesett    | kiesett    |
| Sanni Leinonen   | Óriás-műlesiklás | 1:18,38       | 33.           | 1:14,06  | 30.      | 2:32,44    | 30.        |
| Tanja Poutiainen | Műlesiklás       | 51,67         | 6.            | 53,26    | 16.      | 1:44,93    | 6.         |
| Tanja Poutiainen | Óriás-műlesiklás | 1:16,16       | 13.           | 1:12,01  | 14.      | 2:28,17    | 13.        |

## Biatlon
Férfi
| Versenyző      | Versenyszám           | Lövőhiba    | Időeredmény | Helyezés |
| -------------- | --------------------- | ----------- | ----------- | -------- |
| Timo Antila    | 10 km sprint          | 1 (0+1)     | 26.37,4     | 40.      |
| Timo Antila    | 12,5 km üldözőverseny | 6 (0+1+2+3) | 38:22,1     | 52.      |
| Timo Antila    | 20 km egyéni          | 5 (1+1+1+2) | 54:22,7     | 56.      |
| Paavo Puurunen | 10 km sprint          | 4 (2+2)     | 28.04,8     | 73.      |
| Paavo Puurunen | 20 km egyéni          | 4 (1+1+0+2) | 54:03,5     | 53.      |

Női
| Versenyző        | Versenyszám         | Lövőhiba    | Időeredmény | Helyezés |
| ---------------- | ------------------- | ----------- | ----------- | -------- |
| Kaisa Mäkäräinen | 7,5 km sprint       | 3 (0+3)     | 22.27,3     | 59.      |
| Kaisa Mäkäräinen | 10 km üldözőverseny | 2 (0+1+1+0) | 34:50,0     | 45.      |
| Kaisa Mäkäräinen | 15 km egyéni        | 4 (2+1+1+0) | 45:46,4     | 46.      |
| Mari Laukkanen   | 7,5 km sprint       | 4 (3+1)     | 22.45,0     | 68.      |
| Mari Laukkanen   | 15 km egyéni        | 3 (1+0+1+1) | 45:36,4     | 43.      |

## Északi összetett
| Versenyző                                                    | Versenyszám        | Síugrás | Síugrás | Síugrás    | Sífutás    | Sífutás    | Összesítés | Összesítés |
| Versenyző                                                    | Versenyszám        | Pont    | Hely.   | Időhátrány | Idő        | Hely.      | Idő        | Helyezés   |
| ------------------------------------------------------------ | ------------------ | ------- | ------- | ---------- | ---------- | ---------- | ---------- | ---------- |
| Anssi Koivuranta                                             | Normálsánc + 10 km | 122,0   | 8.*     | +0:54      | 25:22,9    | 13.        | 26:16,9    | 8.         |
| Anssi Koivuranta                                             | Nagysánc + 10 km   | 66,3    | 44.     | +4:03      | nem indult | nem indult | kiesett    | kiesett    |
| Hannu Manninen                                               | Normálsánc + 10 km | 116,0   | 22.*    | +1:18      | 25:12,4    | 10.        | 26:30,4    | 13.        |
| Hannu Manninen                                               | Nagysánc + 10 km   | 107,7   | 16.     | +1:17      | 24:49,0    | 4.         | 26:06,0    | 4.         |
| Janne Ryynänen                                               | Normálsánc + 10 km | 135,5   | 1.      | –          | 27:21,6    | 42.        | 27:21,6    | 26.        |
| Janne Ryynänen                                               | Nagysánc + 10 km   | 117,0   | 3.      | +0:40      | 26:00,9    | 25.        | 26:40,9    | 12.        |
| Jaakko Tallus                                                | Normálsánc + 10 km | 119,5   | 13.*    | +1:04      | 27:21,1    | 41.        | 28:25,1    | 38.        |
| Jaakko Tallus                                                | Nagysánc + 10 km   | 95,8    | 25.     | +2:05      | 26:51,1    | 38.        | 28:56,1    | 32.        |
| Janne Ryynänen Jaakko Tallus Hannu Manninen Anssi Koivuranta | Csapat             | 507,0   | 1.      | –          | 51:53,1    | 8.         | 51:53,1    | 7.         |

* - egy másik versenyzővel azonos eredményt ért el

## Gyorskorcsolya
Férfi
| Versenyző       | Versenyszám | 1. futam | 1. futam | 2. futam | 2. futam | Eredmény | Helyezés |
| Versenyző       | Versenyszám | Idő      | Hely.    | Idő      | Hely.    | Eredmény | Helyezés |
| --------------- | ----------- | -------- | -------- | -------- | -------- | -------- | -------- |
| Pekka Koskela   | 500 m       | 35,943   | 28.      | 36,535   | 36.      | 72,478   | 33.      |
| Tuomas Nieminen | 500 m       | 35,940   | 27.      | 36,047   | 27.      | 71,987   | 27.      |
| Tuomas Nieminen | 1000 m      |          |          |          |          | 1:12,26  | 34.      |
| Mika Poutala    | 500 m       | 34,863   | 1.       | 35,181   | 11.      | 70,044   | 5.       |
| Mika Poutala    | 1000 m      |          |          |          |          | 1:09,85  | 8.       |
| Markus Puolakka | 500 m       | 36,152   | 32.      | 36,204   | 31.      | 72,356   | 30.      |

## Jégkorong

### Férfi
| Finn nemzeti férfi jégkorongcsapat-játékoskeret | Finn nemzeti férfi jégkorongcsapat-játékoskeret | Finn nemzeti férfi jégkorongcsapat-játékoskeret | Finn nemzeti férfi jégkorongcsapat-játékoskeret | Finn nemzeti férfi jégkorongcsapat-játékoskeret | Finn nemzeti férfi jégkorongcsapat-játékoskeret | Finn nemzeti férfi jégkorongcsapat-játékoskeret |
| #                                               | Név                                             | Poszt                                           | Magasság                                        | Súly                                            | Kor                                             | Klub                                            |
| ----------------------------------------------- | ----------------------------------------------- | ----------------------------------------------- | ----------------------------------------------- | ----------------------------------------------- | ----------------------------------------------- | ----------------------------------------------- |
| 30                                              | Antero Niittymäki                               | K                                               | 185 cm                                          | 84 kg                                           | 1980. június 18. (29 évesen)                    | Tampa Bay Lightning                             |
| 33                                              | Niklas Bäckström                                | K                                               | 185 cm                                          | 89 kg                                           | 1978. február 13. (32 évesen)                   | Minnesota Wild                                  |
| 34                                              | Miikka Kiprusoff                                | K                                               | 188 cm                                          | 85 kg                                           | 1976. október 26. (33 évesen)                   | Calgary Flames                                  |
| 5                                               | Lasse Kukkonen                                  | V                                               | 183 cm                                          | 85 kg                                           | 1981. szeptember 18. (28 évesen)                | Avangard Omsk                                   |
| 6                                               | Sami Salo                                       | V                                               | 191 cm                                          | 93 kg                                           | 1974. szeptember 2. (35 évesen)                 | Vancouver Canucks                               |
| 18                                              | Sami Lepistö                                    | V                                               | 183 cm                                          | 80 kg                                           | 1984. október 17. (25 évesen)                   | Phoenix Coyotes                                 |
| 21                                              | Janne Niskala                                   | V                                               | 184 cm                                          | 85 kg                                           | 1981. szeptember 22. (28 évesen)                | Frölunda Indians                                |
| 25                                              | Joni Pitkänen                                   | V                                               | 191 cm                                          | 97 kg                                           | 1983. szeptember 19. (26 évesen)                | Carolina Hurricanes                             |
| 32                                              | Toni Lydman                                     | V                                               | 185 cm                                          | 92 kg                                           | 1977. szeptember 25. (32 évesen)                | Buffalo Sabres                                  |
| 44                                              | Kimmo Timonen A                                 | V                                               | 178 cm                                          | 88 kg                                           | 1975. március 18. (34 évesen)                   | Philadelphia Flyers                             |
| 8                                               | Teemu Selänne A                                 | T                                               | 183 cm                                          | 93 kg                                           | 1970. július 3. (39 évesen)                     | Anaheim Ducks                                   |
| 9                                               | Mikko Koivu                                     | T                                               | 188 cm                                          | 91 kg                                           | 1983. március 12. (26 évesen)                   | Minnesota Wild                                  |
| 10                                              | Niklas Hagman                                   | T                                               | 183 cm                                          | 93 kg                                           | 1979. december 5. (30 évesen)                   | Calgary Flames                                  |
| 11                                              | Saku Koivu C                                    | T                                               | 178 cm                                          | 83 kg                                           | 1974. november 23. (35 évesen)                  | Anaheim Ducks                                   |
| 12                                              | Olli Jokinen                                    | T                                               | 191 cm                                          | 98 kg                                           | 1978. december 5. (31 évesen)                   | New York Rangers                                |
| 15                                              | Tuomo Ruutu                                     | T                                               | 185 cm                                          | 96 kg                                           | 1983. február 16. (27 évesen)                   | Carolina Hurricanes                             |
| 16                                              | Ville Peltonen                                  | T                                               | 178 cm                                          | 83 kg                                           | 1973. május 24. (36 évesen)                     | Dinamo Minszk                                   |
| 20                                              | Antti Miettinen                                 | T                                               | 183 cm                                          | 86 kg                                           | 1980. július 3. (29 évesen)                     | Minnesota Wild                                  |
| 26                                              | Jere Lehtinen                                   | T                                               | 183 cm                                          | 87 kg                                           | 1973. június 24. (36 évesen)                    | Dallas Stars                                    |
| 37                                              | Jarkko Ruutu                                    | T                                               | 185 cm                                          | 93 kg                                           | 1975. augusztus 23. (34 évesen)                 | Ottawa Senators                                 |
| 39                                              | Niko Kapanen                                    | T                                               | 175 cm                                          | 82 kg                                           | 1978. április 29. (31 évesen)                   | Ak Bars Kazan                                   |
| 51                                              | Valtteri Filppula                               | T                                               | 183 cm                                          | 88 kg                                           | 1984. március 20. (25 évesen)                   | Detroit Red Wings                               |
| 62                                              | Jarkko Immonen                                  | T                                               | 183 cm                                          | 95 kg                                           | 1982. április 19. (27 évesen)                   | Ak Bars Kazan                                   |
| Vezetőedző: Jukka Jalonen                       | Vezetőedző: Jukka Jalonen                       | Vezetőedző: Jukka Jalonen                       | Vezetőedző: Jukka Jalonen                       | Vezetőedző: Jukka Jalonen                       | 1962. november 2. (47 évesen)                   | 1962. november 2. (47 évesen)                   |

- Posztok rövidítései: K – Kapus, V – Védő, T – Támadó
- Kor: 2010. február 16-i kora

#### Eredmények
Csoportkör
C csoport
| Csapat                 | M | Gy | HGy | HV | V | G+ | G- | Gk | P |
| ---------------------- | - | -- | --- | -- | - | -- | -- | -- | - |
| Svédország (SWE)       | 3 | 3  | 0   | 0  | 0 | 9  | 2  | +7 | 9 |
| Finnország (FIN)       | 3 | 2  | 0   | 0  | 1 | 10 | 4  | +6 | 6 |
| Fehéroroszország (BLR) | 3 | 1  | 0   | 0  | 2 | 8  | 12 | –4 | 3 |
| Németország (GER)      | 3 | 0  | 0   | 0  | 3 | 3  | 12 | –9 | 0 |

| 2010. február 17. 12:00 | Finnország (FIN) | 5–1 (2–0, 1–1, 2–0) | Fehéroroszország (BLR) | Canada Hockey Place, Vancouver Nézőszám: 16 639 |

| Jegyzőkönyv | Jegyzőkönyv      | Jegyzőkönyv                   | Jegyzőkönyv   | Jegyzőkönyv                              |
| --- | ---------------- | ----------------------------- | ------------- | ---------------------------------------- |
| | Miikka Kiprusoff | Kapusok                       | Vitalij Koval | Játékvezetők: Paul Devorski Ország Péter |
| \| Jokinen (S. Koivu, Selänne) (PP) – 03:24 \| 1–0 \| \| \| Hagman (M. Koivu, Pitkänen) (PP) – 17:50 \| 2–0 \| \| \| \| 2–1 \| 20:21 – Kaszcicin (Dzjamahin) \| \| Hagman (M. Koivu) – 36:52 \| 3–1 \| \| \| Filppula (M. Koivu) – 40:23 \| 4–1 \| \| \| J. Ruutu (Kukkonen, Kapanen) – 52:59 \| 5–1 \| \| |                  |                               |               | Játékvezetők: Paul Devorski Ország Péter |
| 4 perc | Büntetések       | 12 perc                       |               | Játékvezetők: Paul Devorski Ország Péter |
| 45 | Lövések          | 12                            |               | Játékvezetők: Paul Devorski Ország Péter |
| Jokinen (S. Koivu, Selänne) (PP) – 03:24 | 1–0              |                               |               | Játékvezetők: Paul Devorski Ország Péter |
| Hagman (M. Koivu, Pitkänen) (PP) – 17:50 | 2–0              |                               |               | Játékvezetők: Paul Devorski Ország Péter |
| | 2–1              | 20:21 – Kaszcicin (Dzjamahin) |               | Játékvezetők: Paul Devorski Ország Péter |
| Hagman (M. Koivu) – 36:52 | 3–1              |                               |               |                                          |
| Filppula (M. Koivu) – 40:23 | 4–1              |                               |               |                                          |
| J. Ruutu (Kukkonen, Kapanen) – 52:59 | 5–1              |                               |               |                                          |

| 2010. február 19. 21:00 | Finnország (FIN) | 5–0 (1–0, 2–0, 2–0) | Németország (GER) | Canada Hockey Place, Vancouver Nézőszám: 16 662 |

| Jegyzőkönyv | Jegyzőkönyv      | Jegyzőkönyv | Jegyzőkönyv     | Jegyzőkönyv                                   |
| --- | ---------------- | ----------- | --------------- | --------------------------------------------- |
| | Niklas Bäckström | Kapusok     | Dimitri Pätzold | Játékvezetők: Vjacseszlav Bulanov Brad Watson |
| \| T. Ruutu (Niskala, Hagman) (PP) – 04:21 \| 1–0 \| \| \| Timonen (S. Koivu, Jokinen) (PP) – 24:04 \| 2–0 \| \| \| Timonen (Salo, Selänne) (PP) – 36:03 \| 3–0 \| \| \| J. Ruutu (Peltonen, Kapanen) – 47:10 \| 4–0 \| \| \| Pitkänen (Hagman) (PP) – 49:01 \| 5–0 \| \| |                  |             |                 | Játékvezetők: Vjacseszlav Bulanov Brad Watson |
| 6 perc | Büntetések       | 12 perc     |                 | Játékvezetők: Vjacseszlav Bulanov Brad Watson |
| 35 | Lövések          | 24          |                 | Játékvezetők: Vjacseszlav Bulanov Brad Watson |
| T. Ruutu (Niskala, Hagman) (PP) – 04:21 | 1–0              |             |                 | Játékvezetők: Vjacseszlav Bulanov Brad Watson |
| Timonen (S. Koivu, Jokinen) (PP) – 24:04 | 2–0              |             |                 | Játékvezetők: Vjacseszlav Bulanov Brad Watson |
| Timonen (Salo, Selänne) (PP) – 36:03 | 3–0              |             |                 | Játékvezetők: Vjacseszlav Bulanov Brad Watson |
| J. Ruutu (Peltonen, Kapanen) – 47:10 | 4–0              |             |                 |                                               |
| Pitkänen (Hagman) (PP) – 49:01 | 5–0              |             |                 |                                               |

| 2010. február 21. 21:00 | Svédország (SWE) | 3–0 (1–0, 2–0, 0–0) | Finnország (FIN) | Canada Hockey Place, Vancouver Nézőszám: 17 410 |

| Jegyzőkönyv | Jegyzőkönyv      | Jegyzőkönyv | Jegyzőkönyv      | Jegyzőkönyv                                 |
| --- | ---------------- | ----------- | ---------------- | ------------------------------------------- |
| | Henrik Lundqvist | Kapusok     | Miikka Kiprusoff | Játékvezetők: Marc Joannette Danny Kurmann] |
| \| Eriksson (Bäckström, Johansson) (PP2) – 06:41 \| 1–0 \| \| \| Bäckström (D. Sedin) – 24:19 \| 2–0 \| \| \| Eriksson (Franzén, Bäckström) (PP) – 38:08 \| 3–0 \| \| |                  |             |                  | Játékvezetők: Marc Joannette Danny Kurmann] |
| 14 perc | Büntetések       | 33 perc     |                  | Játékvezetők: Marc Joannette Danny Kurmann] |
| 32 | Lövések          | 20          |                  | Játékvezetők: Marc Joannette Danny Kurmann] |
| Eriksson (Bäckström, Johansson) (PP2) – 06:41 | 1–0              |             |                  | Játékvezetők: Marc Joannette Danny Kurmann] |
| Bäckström (D. Sedin) – 24:19 | 2–0              |             |                  | Játékvezetők: Marc Joannette Danny Kurmann] |
| Eriksson (Franzén, Bäckström) (PP) – 38:08 | 3–0              |             |                  | Játékvezetők: Marc Joannette Danny Kurmann] |

Negyeddöntő
| 2010. február 24. 19:00 | Finnország (FIN) | 2–0 (0–0, 0–0, 2–0) | Csehország (CZE) | UBC Winter Sports Centre, Vancouver Nézőszám: 5461 |

| Jegyzőkönyv                                                                                    | Jegyzőkönyv      | Jegyzőkönyv | Jegyzőkönyv  | Jegyzőkönyv                              |
| ---------------------------------------------------------------------------------------------- | ---------------- | ----------- | ------------ | ---------------------------------------- |
|                                                                                                | Miikka Kiprusoff | Kapusok     | Tomáš Vokoun | Játékvezetők: Dan O’Halloran Brad Watson |
| \| Hagman (Niskala) (PP) – 53:34 \| 1–0 \| \| \| Filppula (M. Koivu) (EN) – 58:25 \| 2–0 \| \| |                  |             |              | Játékvezetők: Dan O’Halloran Brad Watson |
| 4 perc                                                                                         | Büntetések       | 12 perc     |              | Játékvezetők: Dan O’Halloran Brad Watson |
| 31                                                                                             | Lövések          | 31          |              | Játékvezetők: Dan O’Halloran Brad Watson |
| Hagman (Niskala) (PP) – 53:34                                                                  | 1–0              |             |              | Játékvezetők: Dan O’Halloran Brad Watson |
| Filppula (M. Koivu) (EN) – 58:25                                                               | 2–0              |             |              | Játékvezetők: Dan O’Halloran Brad Watson |

Elődöntő
| 2010. február 26. 12:00 | Egyesült Államok (USA) | 6–1 (6–0, 0–0, 0–1) | Finnország (FIN) | Canada Hockey Place, Vancouver Nézőszám: 17 602 |

| Jegyzőkönyv | Jegyzőkönyv                                  | Jegyzőkönyv                      | Jegyzőkönyv                                             | Jegyzőkönyv                                    |
| --- | -------------------------------------------- | -------------------------------- | ------------------------------------------------------- | ---------------------------------------------- |
| | Ryan Miller (le 48:29) Tim Thomas (be 48:29) | Kapusok                          | Miikka Kiprusoff (le 10:08) Niklas Bäckström (be 10:08) | Játékvezetők: Dan O’Halloran Marcus Vinnerborg |
| \| Malone – 02:04 \| 1–0 \| \| \| Parise (Stastny, Rafalski) (PP) – 06:22 \| 2–0 \| \| \| E. Johnson (Pavelski, Malone) (PP) – 08:36 \| 3–0 \| \| \| Kane – 10:08 \| 4–0 \| \| \| Kane (Rafalski) – 12:31 \| 5–0 \| \| \| Stastny (Langenbrunner, Parise) – 12:46 \| 6–0 \| \| \| \| 6–1 \| 54:46 – Miettinen (Lepistö) (PP) \| |                                              |                                  |                                                         | Játékvezetők: Dan O’Halloran Marcus Vinnerborg |
| 6 perc | Büntetések                                   | 20 perc                          |                                                         | Játékvezetők: Dan O’Halloran Marcus Vinnerborg |
| 25 | Lövések                                      | 25                               |                                                         | Játékvezetők: Dan O’Halloran Marcus Vinnerborg |
| Malone – 02:04 | 1–0                                          |                                  |                                                         | Játékvezetők: Dan O’Halloran Marcus Vinnerborg |
| Parise (Stastny, Rafalski) (PP) – 06:22 | 2–0                                          |                                  |                                                         | Játékvezetők: Dan O’Halloran Marcus Vinnerborg |
| E. Johnson (Pavelski, Malone) (PP) – 08:36 | 3–0                                          |                                  |                                                         | Játékvezetők: Dan O’Halloran Marcus Vinnerborg |
| Kane – 10:08 | 4–0                                          |                                  |                                                         |                                                |
| Kane (Rafalski) – 12:31 | 5–0                                          |                                  |                                                         |                                                |
| Stastny (Langenbrunner, Parise) – 12:46 | 6–0                                          |                                  |                                                         |                                                |
| | 6–1                                          | 54:46 – Miettinen (Lepistö) (PP) |                                                         |                                                |

Bronzmérkőzés
| 2010. február 27. 19:00 | Finnország (FIN) | 5–3 (1–0, 0–3, 4–0) | Szlovákia (SVK) | Canada Hockey Place, Vancouver Nézőszám: 17 322 |

| Jegyzőkönyv | Jegyzőkönyv      | Jegyzőkönyv                                  | Jegyzőkönyv    | Jegyzőkönyv                             |
| --- | ---------------- | -------------------------------------------- | -------------- | --------------------------------------- |
| | Miikka Kiprusoff | Kapusok                                      | Jaroslav Halák | Játékvezetők: Paul Devorski Brad Watson |
| \| Salo (PP) – 18:50 \| 1–0 \| \| \| \| 1–1 \| 29:56 – Gáborík (Demitra, Chára) (PP) \| \| \| 1–2 \| 35:38 – Mari. Hossa (Handzuš, Demitra) (PP2) \| \| \| 1–3 \| 38:45 – Demitra (Mari. Hossa) (SH) \| \| Hagman (Timonen) (PP) – 45:06 \| 2–3 \| \| \| Jokinen (J. Ruutu) – 46:41 \| 3–3 \| \| \| Jokinen (Pitkänen, Kiprusoff) (PP) – 48:41 \| 4–3 \| \| \| Filppula (Timonen) (EN) – 59:49 \| 5–3 \| \| |                  |                                              |                | Játékvezetők: Paul Devorski Brad Watson |
| 14 perc | Büntetések       | 18 perc                                      |                | Játékvezetők: Paul Devorski Brad Watson |
| 33 | Lövések          | 22                                           |                | Játékvezetők: Paul Devorski Brad Watson |
| Salo (PP) – 18:50 | 1–0              |                                              |                | Játékvezetők: Paul Devorski Brad Watson |
| | 1–1              | 29:56 – Gáborík (Demitra, Chára) (PP)        |                | Játékvezetők: Paul Devorski Brad Watson |
| | 1–2              | 35:38 – Mari. Hossa (Handzuš, Demitra) (PP2) |                | Játékvezetők: Paul Devorski Brad Watson |
| | 1–3              | 38:45 – Demitra (Mari. Hossa) (SH)           |                |                                         |
| Hagman (Timonen) (PP) – 45:06 | 2–3              |                                              |                |                                         |
| Jokinen (J. Ruutu) – 46:41 | 3–3              |                                              |                |                                         |
| Jokinen (Pitkänen, Kiprusoff) (PP) – 48:41 | 4–3              |                                              |                |                                         |
| Filppula (Timonen) (EN) – 59:49 | 5–3              |                                              |                |                                         |

| Csapat           | Helyezés |
| ---------------- | -------- |
| Finnország (FIN) |          |

### Női
| Finn nemzeti női jégkorongcsapat-játékoskeret | Finn nemzeti női jégkorongcsapat-játékoskeret | Finn nemzeti női jégkorongcsapat-játékoskeret | Finn nemzeti női jégkorongcsapat-játékoskeret | Finn nemzeti női jégkorongcsapat-játékoskeret | Finn nemzeti női jégkorongcsapat-játékoskeret | Finn nemzeti női jégkorongcsapat-játékoskeret |
| #                                             | Név                                           | Poszt                                         | Magasság                                      | Súly                                          | Kor                                           | Klub                                          |
| --------------------------------------------- | --------------------------------------------- | --------------------------------------------- | --------------------------------------------- | --------------------------------------------- | --------------------------------------------- | --------------------------------------------- |
| 1                                             | Mira Kuisma                                   | K                                             | 168 cm                                        | 65 kg                                         | 1987. május 6. (22 évesen)                    | Oulun Kärpät                                  |
| 20                                            | Anna Vanhatalo                                | K                                             | 178 cm                                        | 65 kg                                         | 1984. február 29. (25 évesen)                 | Espoo Blues                                   |
| 31                                            | Noora Räty                                    | K                                             | 164 cm                                        | 68 kg                                         | 1989. május 29. (20 évesen)                   | Minnesota Golden Gophers                      |
| 3                                             | Emma Laaksonen C                              | V                                             | 159 cm                                        | 59 kg                                         | 1981. december 17. (28 évesen)                | Espoo Blues                                   |
| 4                                             | Rosa Lindstedt                                | V                                             | 186 cm                                        | 78 kg                                         | 1988. január 24. (22 évesen)                  | Ilves Tampere                                 |
| 5                                             | Mariia Posa                                   | V                                             | 164 cm                                        | 58 kg                                         | 1988. február 21. (21 évesen)                 | Minnesota-Duluth Bulldogs                     |
| 6                                             | Jenni Hiirikoski A                            | V                                             | 161 cm                                        | 60 kg                                         | 1987. március 30. (22 évesen)                 | Ilves Tampere                                 |
| 19                                            | Terhi Mertanen                                | V                                             | 166 cm                                        | 68 kg                                         | 1981. április 4. (28 évesen)                  | Espoo Blues                                   |
| 20                                            | Saija Sirviö                                  | V                                             | 172 cm                                        | 62 kg                                         | 1982. december 29. (27 évesen)                | Oulun Kärpät                                  |
| 26                                            | Heidi Pelttari                                | V                                             | 166 cm                                        | 69 kg                                         | 1985. augusztus 2. (24 évesen)                | Ilves Tampere                                 |
| 8                                             | Marjo Voutilainen                             | T                                             | 168 cm                                        | 70 kg                                         | 1981. március 22. (28 évesen)                 | Espoo Blues                                   |
| 9                                             | Venla Hovi                                    | T                                             | 169 cm                                        | 62 kg                                         | 1987. október 28. (22 évesen)                 | Ilves Tampere                                 |
| 11                                            | Annina Rajahuhta                              | T                                             | 164 cm                                        | 62 kg                                         | 1989. március 8. (20 évesen)                  | Ilves Tampere                                 |
| 12                                            | Mari Saarinen                                 | T                                             | 172 cm                                        | 67 kg                                         | 1981. július 30. (28 évesen)                  | Ilves Tampere                                 |
| 13                                            | Linda Välimäki                                | T                                             | 165 cm                                        | 62 kg                                         | 1990. május 31. (19 évesen)                   | Ilves Tampere                                 |
| 15                                            | Minnamari Tuominen                            | T                                             | 165 cm                                        | 67 kg                                         | 1990. június 26. (19 évesen)                  | Ohio State Buckeyes                           |
| 21                                            | Michelle Karvinen                             | T                                             | 166 cm                                        | 70 kg                                         | 1990. március 27. (19 évesen)                 | Rødovre                                       |
| 22                                            | Saara Tuominen A                              | T                                             | 169 cm                                        | 65 kg                                         | 1986. január 1. (24 évesen)                   | Minnesota-Duluth Bulldogs                     |
| 23                                            | Nina Tikkinen                                 | T                                             | 170 cm                                        | 67 kg                                         | 1987. február 6. (23 évesen)                  | Minnesota State Mavericks                     |
| 27                                            | Anne Helin                                    | T                                             | 170 cm                                        | 68 kg                                         | 1987. január 28. (23 évesen)                  | Oulun Kärpät                                  |
| 29                                            | Karoliina Rantamäki                           | T                                             | 163 cm                                        | 65 kg                                         | 1978. február 23. (31 évesen)                 | SKIF Nizhny Novgorod                          |
| Vezetőedző: Pekka Hamalainen                  | Vezetőedző: Pekka Hamalainen                  | Vezetőedző: Pekka Hamalainen                  | Vezetőedző: Pekka Hamalainen                  | Vezetőedző: Pekka Hamalainen                  | 1953. július 19. (56 évesen)                  | 1953. július 19. (56 évesen)                  |

- Posztok rövidítései: K – Kapus, V – Védő, T – Támadó
- Kor: 2010. február 16-i kora

#### Eredmények
Csoportkör
B csoport
| Csapat                 | M | Gy | HGy | HV | V | G+ | G- | Gk  | P |
| ---------------------- | - | -- | --- | -- | - | -- | -- | --- | - |
| Egyesült Államok (USA) | 3 | 3  | 0   | 0  | 0 | 31 | 1  | +30 | 9 |
| Finnország (FIN)       | 3 | 2  | 0   | 0  | 1 | 7  | 8  | –1  | 6 |
| Oroszország (RUS)      | 3 | 1  | 0   | 0  | 2 | 3  | 19 | –16 | 3 |
| Kína (CHN)             | 3 | 0  | 0   | 0  | 3 | 3  | 16 | –13 | 0 |

| 2010. február 14. 16:30 | Finnország (FIN) | 5–1 (1–1, 2–0, 2–0) | Oroszország (RUS) | UBC Winter Sports Centre, Vancouver Nézőszám: 5275 |

| Jegyzőkönyv | Jegyzőkönyv | Jegyzőkönyv                  | Jegyzőkönyv        | Jegyzőkönyv                 |
| --- | ----------- | ---------------------------- | ------------------ | --------------------------- |
| | Noora Räty  | Kapusok                      | Irina Gasennyikova | Játékvezető: Mary Anne Gage |
| \| \| 0–1 \| 06:11 – Vafina (Burina) (PP) \| \| Sirviö (Saarinen, Välimäki) (PP2) – 09:30 \| 1–1 \| \| \| Voutilainen (Rantamäki) – 23:59 \| 2–1 \| \| \| Hovi (Hiirikoski) – 37:36 \| 3–1 \| \| \| Tikkinen (S. Tuominen, Karvinen) – 42:25 \| 4–1 \| \| \| Tikkinen (Pelttari, Karvinen) – 49:32 \| 5–1 \| \| |             |                              |                    | Játékvezető: Mary Anne Gage |
| 14 perc | Büntetések  | 12 perc                      |                    | Játékvezető: Mary Anne Gage |
| 34 | Lövések     | 14                           |                    | Játékvezető: Mary Anne Gage |
| | 0–1         | 06:11 – Vafina (Burina) (PP) |                    | Játékvezető: Mary Anne Gage |
| Sirviö (Saarinen, Välimäki) (PP2) – 09:30 | 1–1         |                              |                    | Játékvezető: Mary Anne Gage |
| Voutilainen (Rantamäki) – 23:59 | 2–1         |                              |                    | Játékvezető: Mary Anne Gage |
| Hovi (Hiirikoski) – 37:36 | 3–1         |                              |                    |                             |
| Tikkinen (S. Tuominen, Karvinen) – 42:25 | 4–1         |                              |                    |                             |
| Tikkinen (Pelttari, Karvinen) – 49:32 | 5–1         |                              |                    |                             |

| 2010. február 16. 19:00 | Finnország (FIN) | 2–1 (0–1, 2–0, 0–0) | Kína (CHN) | UBC Winter Sports Centre, Vancouver Nézőszám: 5317 |

| Jegyzőkönyv | Jegyzőkönyv | Jegyzőkönyv          | Jegyzőkönyv | Jegyzőkönyv              |
| --- | ----------- | -------------------- | ----------- | ------------------------ |
| | Noora Räty  | Kapusok              | Si Jao      | Játékvezető: Joy Tottman |
| \| \| 0–1 \| 18:10 – Vang L. (SH) \| \| Rantamäki (Pelttari, Lindstedt) (PP) – 29:13 \| 1–1 \| \| \| Hovi – 34:02 \| 2–1 \| \| |             |                      |             | Játékvezető: Joy Tottman |
| 10 perc | Büntetések  | 20 perc              |             | Játékvezető: Joy Tottman |
| 43 | Lövések     | 5                    |             | Játékvezető: Joy Tottman |
| | 0–1         | 18:10 – Vang L. (SH) |             | Játékvezető: Joy Tottman |
| Rantamäki (Pelttari, Lindstedt) (PP) – 29:13                                                                                   | 1–1         |                      |             | Játékvezető: Joy Tottman |
| Hovi – 34:02 | 2–1         |                      |             | Játékvezető: Joy Tottman |

| 2010. február 18. 14:30 | Egyesült Államok (USA) | 6–0 (4–0, 1–0, 1–0) | Finnország (FIN) | UBC Winter Sports Centre, Vancouver Nézőszám: 5398 |

| Jegyzőkönyv | Jegyzőkönyv   | Jegyzőkönyv | Jegyzőkönyv | Jegyzőkönyv            |
| --- | ------------- | ----------- | ----------- | ---------------------- |
| | Jessie Vetter | Kapusok     | Noora Räty  | Játékvezető: Aina Høve |
| \| Chu (Ruggiero) – 08:08 \| 1–0 \| \| \| Engstrom (M. Lamoureux) (PP) – 10:47 \| 2–0 \| \| \| Duggan (Darwitz, Marvin) – 11:29 \| 3–0 \| \| \| Darwitz (Engstrom, Chesson) – 18:03 \| 4–0 \| \| \| Knight (Darwitz) – 31:48 \| 5–0 \| \| \| Thatcher (J. Lamoureux, Ruggiero) – 58:22 \| 6–0 \| \| |               |             |             | Játékvezető: Aina Høve |
| 12 perc | Büntetések    | 6 perc      |             | Játékvezető: Aina Høve |
| 42 | Lövések       | 23          |             | Játékvezető: Aina Høve |
| Chu (Ruggiero) – 08:08 | 1–0           |             |             | Játékvezető: Aina Høve |
| Engstrom (M. Lamoureux) (PP) – 10:47 | 2–0           |             |             | Játékvezető: Aina Høve |
| Duggan (Darwitz, Marvin) – 11:29 | 3–0           |             |             | Játékvezető: Aina Høve |
| Darwitz (Engstrom, Chesson) – 18:03 | 4–0           |             |             |                        |
| Knight (Darwitz) – 31:48 | 5–0           |             |             |                        |
| Thatcher (J. Lamoureux, Ruggiero) – 58:22 | 6–0           |             |             |                        |

Elődöntő
| 2010. február 22. 17:00 | Kanada (CAN) | 5–0 (2–0, 1–0, 2–0) | Finnország (FIN) | Canada Hockey Place, Vancouver Nézőszám: 16 324 |

| Jegyzőkönyv | Jegyzőkönyv      | Jegyzőkönyv | Jegyzőkönyv | Jegyzőkönyv                  |
| --- | ---------------- | ----------- | ----------- | ---------------------------- |
| | Shannon Szabados | Kapusok     | Noora Räty  | Játékvezető: Nicole Hertrich |
| \| 5:22 – Piper (Agosta, Hefford) \| 1–0 \| \| \| 14:36 – Irwin \| 2–0 \| \| \| 36:21 – Agosta (Bonhomme, Hefford) \| 3–0 \| \| \| 44:23 – Irwin (Johnston, Vaillancourt) \| 4–0 \| \| \| 58:57 – Ouellette (Poulin) (SH) \| 5–0 \| \| |                  |             |             | Játékvezető: Nicole Hertrich |
| 10 perc | Büntetések       | 12 perc     |             | Játékvezető: Nicole Hertrich |
| 50 | Lövések          | 11          |             | Játékvezető: Nicole Hertrich |
| 5:22 – Piper (Agosta, Hefford) | 1–0              |             |             | Játékvezető: Nicole Hertrich |
| 14:36 – Irwin | 2–0              |             |             | Játékvezető: Nicole Hertrich |
| 36:21 – Agosta (Bonhomme, Hefford) | 3–0              |             |             | Játékvezető: Nicole Hertrich |
| 44:23 – Irwin (Johnston, Vaillancourt) | 4–0              |             |             |                              |
| 58:57 – Ouellette (Poulin) (SH) | 5–0              |             |             |                              |

Bronzmérkőzés
| 2010. február 25. 11:00 | Finnország (FIN) | 3–2 (h.u.) (0–0, 2–1, 0–1) (h.u.: 1–0) | Svédország (SWE) | Canada Hockey Place, Vancouver Nézőszám: 16 398 |

| Jegyzőkönyv | Jegyzőkönyv | Jegyzőkönyv                                    | Jegyzőkönyv | Jegyzőkönyv                  |
| --- | ----------- | ---------------------------------------------- | ----------- | ---------------------------- |
| | Noora Räty  | Kapusok                                        | Sara Grahn  | Játékvezető: Nicole Hertrich |
| \| 24:24 – Pelttari \| 1–0 \| \| \| \| 1–1 \| Rooth (Jordansson, Eliasson) (PP) – 34:24 \| \| 36:02 – Karvinen (Välimäki) \| 2–1 \| \| \| \| 2–2 \| Rundqvist (G. Andersson, Holmlöv) (PP) – 45:09 \| \| 62:33 – Rantamäki (Tuominen, Hiirikoski) \| 3–2 \| \| |             |                                                |             | Játékvezető: Nicole Hertrich |
| 14 perc | Büntetések  | 12 perc                                        |             | Játékvezető: Nicole Hertrich |
| 24 | Lövések     | 18                                             |             | Játékvezető: Nicole Hertrich |
| 24:24 – Pelttari | 1–0         |                                                |             | Játékvezető: Nicole Hertrich |
| | 1–1         | Rooth (Jordansson, Eliasson) (PP) – 34:24      |             | Játékvezető: Nicole Hertrich |
| 36:02 – Karvinen (Välimäki) | 2–1         |                                                |             | Játékvezető: Nicole Hertrich |
| | 2–2         | Rundqvist (G. Andersson, Holmlöv) (PP) – 45:09 |             |                              |
| 62:33 – Rantamäki (Tuominen, Hiirikoski) | 3–2         |                                                |             |                              |

| Csapat           | Helyezés |
| ---------------- | -------- |
| Finnország (FIN) |          |

## Műkorcsolya
| Versenyző            | Versenyszám  | Rövid program | Rövid program | Kűr     | Kűr     | Összesítés | Összesítés |
| Versenyző            | Versenyszám  | Pont          | Hely.         | Pont    | Hely.   | Pont       | Helyezés   |
| -------------------- | ------------ | ------------- | ------------- | ------- | ------- | ---------- | ---------- |
| Ari-Pekka Nurmenkari | Férfi egyéni | 44,62         | 30.           | kiesett | kiesett | kiesett    | kiesett    |
| Kiira Korpi          | Női egyéni   | 52,96         | 17.           | 108,61  | 11.     | 161,57     | 11.        |
| Laura Lepistö        | Női egyéni   | 61,36         | 10.           | 126,61  | 4.      | 187,97     | 6.         |

## Síakrobatika
Ugrás
| Versenyző       | Versenyszám | Selejtező | Selejtező | Döntő   | Döntő    |
| Versenyző       | Versenyszám | Pont      | Helyezés  | Pont    | Helyezés |
| --------------- | ----------- | --------- | --------- | ------- | -------- |
| Tapio Luusua    | Férfi       | 22,83     | 21.       | kiesett | kiesett  |
| Arttu Kiramo    | Férfi       | 23,78     | 12.       | 22,76   | 16.      |
| Mikko Ronkainen | Férfi       | 23,00     | 20.       | 23,50   | 12.      |

Krossz
| Versenyző     | Versenyszám | Selejtező | Selejtező | Nyolcaddöntő | Negyeddöntő | Elődöntő | Döntő   | Helyezés |
| Versenyző     | Versenyszám | Idő       | Hely.     | Nyolcaddöntő | Negyeddöntő | Elődöntő | Döntő   | Helyezés |
| ------------- | ----------- | --------- | --------- | ------------ | ----------- | -------- | ------- | -------- |
| Juha Haukkala | Férfi       | 1:14,66   | 21.       | 3.           | kiesett     | kiesett  | kiesett | 26.      |

## Sífutás
Férfi
| Versenyző                                                           | Versenyszám     | Selejtező | Selejtező | Negyeddöntő | Negyeddöntő | Elődöntő | Elődöntő | Döntő         | Döntő         |
| Versenyző                                                           | Versenyszám     | Idő       | Hely.     | Idő         | Hely.       | Idő      | Hely.    | Idő           | Helyezés      |
| ------------------------------------------------------------------- | --------------- | --------- | --------- | ----------- | ----------- | -------- | -------- | ------------- | ------------- |
| Matti Heikkinen                                                     | 15 km           |           |           |             |             |          |          | 35:37,1       | 39.           |
| Matti Heikkinen                                                     | 30 km           |           |           |             |             |          |          | nem ért célba | nem ért célba |
| Sami Jauhojärvi                                                     | Sprint          | 3:39,57   | 21.       | 3:36,9      | 2.          | 3:39,6   | 6.       | kiesett       | 12.           |
| Sami Jauhojärvi                                                     | 30 km           |           |           |             |             |          |          | nem ért célba | nem ért célba |
| Sami Jauhojärvi                                                     | 50 km           |           |           |             |             |          |          | 2:06:43,2     | 20.           |
| Teemu Kattilakoski                                                  | 15 km           |           |           |             |             |          |          | 35:06,8       | 27.           |
| Juha Lallukka                                                       | 15 km           |           |           |             |             |          |          | 35:28,8       | 34.           |
| Kalle Lassila                                                       | Sprint          | 3:39,12   | 19.       | 3:42,2      | 2.          | 3:43,7   | 5.       | kiesett       | 10.           |
| Lari Lehtonen                                                       | 30 km           |           |           |             |             |          |          | 1:20:34,5     | 33.           |
| Lari Lehtonen                                                       | 50 km           |           |           |             |             |          |          | 2:16:26,2     | 43.           |
| Ville Nousiainen                                                    | 15 km           |           |           |             |             |          |          | 34:45,5       | 13.           |
| Ville Nousiainen                                                    | 30 km           |           |           |             |             |          |          | nem ért célba | nem ért célba |
| Ville Nousiainen                                                    | 50 km           |           |           |             |             |          |          | 2:11:38,0     | 37.           |
| Matias Strandvall                                                   | Sprint          | 3:42,74   | 37.       | kiesett     | kiesett     | kiesett  | kiesett  | kiesett       | 37.           |
| Jesse Väänänen                                                      | Sprint          | 3:39,21   | 20.       | 3:38,7      | 5.          | kiesett  | kiesett  | kiesett       | 22.           |
| Lasse Paakkonen Ville Nousiainen                                    | Csapatsprint    | 18:54,3   | 5. D      |             |             |          |          | 19:50,8       | 10.           |
| Sami Jauhojärvi Matti Heikkinen Teemu Kattilakoski Ville Nousiainen | 4 × 10 km váltó |           |           |             |             |          |          | 1:45:30,3     | 5.            |

Női
| Versenyző                                                             | Versenyszám    | Selejtező | Selejtező | Negyeddöntő | Negyeddöntő | Elődöntő | Elődöntő | Döntő     | Döntő    |
| Versenyző                                                             | Versenyszám    | Idő       | Hely.     | Idő         | Hely.       | Idő      | Hely.    | Idő       | Helyezés |
| --------------------------------------------------------------------- | -------------- | --------- | --------- | ----------- | ----------- | -------- | -------- | --------- | -------- |
| Krista Lähteenmäki                                                    | 10 km          |           |           |             |             |          |          | 27:49,4   | 52.      |
| Krista Lähteenmäki                                                    | 30 km          |           |           |             |             |          |          | 1:35:08,4 | 25.      |
| Riitta-Liisa Roponen                                                  | 10 km          |           |           |             |             |          |          | 25:24,3   | 6.       |
| Riitta-Liisa Roponen                                                  | 15 km          |           |           |             |             |          |          | 42:00,2   | 15.      |
| Aino-Kaisa Saarinen                                                   | Sprint         | 3:38,82   | 2.        | 3:40,7      | 3.          | kiesett  | kiesett  | kiesett   | 13.      |
| Aino-Kaisa Saarinen                                                   | 10 km          |           |           |             |             |          |          | 25:59,5   | 15.      |
| Aino-Kaisa Saarinen                                                   | 15 km          |           |           |             |             |          |          | 40:40,6   | 5.       |
| Aino-Kaisa Saarinen                                                   | 30 km          |           |           |             |             |          |          | 1:31:38,7 |          |
| Virpi Kuitunen                                                        | Sprint         | 3:43,72   | 6.        | 3:39,9      | 2.          | 3:46,4   | 5.       | kiesett   | 9.       |
| Virpi Kuitunen                                                        | 30 km          |           |           |             |             |          |          | 1:33:36,7 | 13.      |
| Pirjo Muranen                                                         | Sprint         | 3:46,04   | 15.       | 3:41,7      | 5.          | kiesett  | kiesett  | kiesett   | 21.      |
| Pirjo Muranen                                                         | 15 km          |           |           |             |             |          |          | 42:50,5   | 30.      |
| Kirsi Perälä                                                          | Sprint         | 3:48,08   | 20.       | 3:39,7      | 4.          | kiesett  | kiesett  | kiesett   | 19.      |
| Riikka Sarasoja                                                       | 10 km          |           |           |             |             |          |          | 26:50,2   | 31.      |
| Riikka Sarasoja                                                       | 15 km          |           |           |             |             |          |          | 42:24,4   | 21.      |
| Riikka Sarasoja                                                       | 30 km          |           |           |             |             |          |          | 1:33:33,2 | 12.      |
| Riitta-Liisa Roponen Riikka Sarasoja                                  | Csapatsprint   | 18:53,8   | 5. D      |             |             |          |          | 18:56,6   | 8.       |
| Pirjo Muranen Virpi Kuitunen Riitta-Liisa Roponen Aino-Kaisa Saarinen | 4 × 5 km váltó |           |           |             |             |          |          | 55:49,9   |          |

## Síugrás
| Versenyző                                               | Versenyszám | Selejtező | Selejtező | 1. ugrás | 1. ugrás | 2. ugrás   | 2. ugrás   | Összesítés | Összesítés |
| Versenyző                                               | Versenyszám | Pont      | Hely.     | Pont     | Hely.    | Pont       | Hely.      | Pont       | Helyezés   |
| ------------------------------------------------------- | ----------- | --------- | --------- | -------- | -------- | ---------- | ---------- | ---------- | ---------- |
| Janne Ahonen                                            | Normálsánc  |           |           | 129,5    | 5.       | 133,5      | 5.*        | 263,0      | 4.         |
| Janne Ahonen                                            | Nagysánc    |           |           | 111,0    | 16.      | nem indult | nem indult | 111,0      | 31.        |
| Janne Happonen                                          | Normálsánc  | 133,0     | 8.        | 117,5    | 25.*     | 124,0      | 15.*       | 241,5      | 19.*       |
| Janne Happonen                                          | Nagysánc    | 128,4     | 13.       | kizárták | kizárták | kiesett    | kiesett    | kiesett    | kiesett    |
| Matti Hautamäki                                         | Nagysánc    | 138,0     | 3.*       | 131,7    | 3.       | 70,7       | 30.        | 202,4      | 26.        |
| Kalle Keituri                                           | Normálsánc  | 130,0     | 11.       | 116,0    | 27.      | 122,0      | 19.*       | 238,0      | 22.        |
| Harri Olli                                              | Normálsánc  | 133,5     | 6.*       | kizárták | kizárták | kiesett    | kiesett    | kiesett    | kiesett    |
| Harri Olli                                              | Nagysánc    | 135,6     | 9.        | 95,6     | 30.*     | 122,2      | 10.        | 217,8      | 18.        |
| Matti Hautamäki Janne Happonen Kalle Keituri Harri Olli | Csapat      |           |           | 490,2    | 4.       | 524,4      | 4.         | 1014,6     | 4.         |

* - egy másik versenyzővel azonos eredményt ért el

## Snowboard
Halfpipe
| Versenyző       | Versenyszám | Selejtező  | Selejtező  | Selejtező | Elődöntő   | Elődöntő   | Elődöntő | Döntő      | Döntő      | Helyezés |
| Versenyző       | Versenyszám | 1. forduló | 2. forduló | Hely.     | 1. forduló | 2. forduló | Hely.    | 1. forduló | 2. forduló | Helyezés |
| --------------- | ----------- | ---------- | ---------- | --------- | ---------- | ---------- | -------- | ---------- | ---------- | -------- |
| Janne Korpi     | Férfi       | 26,5       | 15,6       | 11.       | kiesett    | kiesett    | kiesett  | kiesett    | kiesett    | 24.      |
| Peetu Piiroinen | Férfi       | 44,0       | 45,1       | 1.        |            |            |          | 40,8       | 45,0       |          |
| Markku Koski    | Férfi       | 39,3       | 11,9       | 5.        | 37,1       | 12,8       | 5.       | 36,4       | 25,0       | 6.       |
| Markus Malin    | Férfi       | 32,8       | 36,7       | 8.        | 42,9       | 21,9       | 1.       | 16,7       | 18,6       | 11.      |

Parallel giant slalom
| Név                | Esemény | Selejtező   | Selejtező | Nyolcaddöntő         | Negyeddöntő          | Elődöntő             | Döntő                | Helyezés |
| Név                | Esemény | Időeredmény | Helyezés  | Ellenfél Időeredmény | Ellenfél Időeredmény | Ellenfél Időeredmény | Ellenfél Időeredmény | Helyezés |
| ------------------ | ------- | ----------- | --------- | -------------------- | -------------------- | -------------------- | -------------------- | -------- |
| Ilona Ruotsalainen | Női     | 1:26,66     | 23.       | kiesett              | kiesett              | kiesett              | kiesett              | 23.      |